# خسرو سوم
خسرو سوم (به پارسی میانه: 𐭧𐭥𐭮𐭫𐭥𐭣𐭩) مدعی شاهنشاهی ایرانشهر در میانه ۶۲۹ تا ۶۳۰ میلادی بود. وی توانست مدت کوتاهی بر بخش‌هایی از خراسان حکومت کند و سرانجام توسط والی خراسان کشته شد.

## زندگی
پیشینه خسرو سوم مبهم است؛ در برخی منابع او را پسر قباد دوم (حک. ۶۲۸–۶۲۸) توصیف کرده‌اند، درحالی که در برخی منابع دیگر آمده‌است که او پسر خسرو پرویز (حک. ۵۹۰–۶۲۸) بوده‌است. به گفته مورخ انگلیسی کلیفورد ادموند باسورث، مورد دوم محتمل‌تر به نظر می‌رسد. خسرو سوم ابتدا در «سرزمین ترکان» اقامت داشت، اما پس از شنیدن اخبار آشوب در دربار ایران، به کشور آمد و موفق شد به مدت سه ماه بر برخی از نواحی خراسان حکومت کند تا اینکه توسط والی آن کشته شد. کریستنسن نوشته‌است که نواحی شرقی ایران نیز از او اطاعت کردند. خسرو سوم بر روی سکه‌های خود با همان تاج خسرو دوم به تصویر کشیده شده که دو بال آن اشاره‌ای به ورثرغنه، ایزد پیروزی و جنگاوری دارند.

## اختلاف در نامیدن خسرو سوم
روبرت گوبل خسرو سوم را خسرو پنجم نامیده‌است. ملک ایرج مشیری نوشته‌است که احتمالاً گوبل در این مورد اشتباه کرده؛ چون خسرو سوم برادرزادهٔ خسرو دوم (خسرو پرویز) و اولین خسرو است که بعد از او به سلطنت رسیده‌است.